# Magín Ferrer
Pour les articles homonymes, voir Ferrer.
Magín Ferrer y Pons (en espagnol) ou Magí Ferrer i Pons (en catalan), né à Barcelone le 18 octobre 1792 et mort à Madrid le 16 avril 1853, est un frère mercédaire et écrivain catalan, connu pour être avec Vicente Pou l’un des principaux penseurs et propagandistes des premiers temps du carlisme,,.